# Чорбо, Виктор Владимирович
Виктор Владимирович Чорбо (1 июля 1876 — 1935, Москва) — российский и советский инженер-механик, генерал-майор. Руководил Севастопольским портовым заводом.

## Биография
Родился 1 июля 1876 года.
Окончил морское инженерное училище в 1897 году и Горный институт в 1909 году. Являлся инженером-механиком на боевых судах Черноморского флота. В 1913 году получил назначение на должность начальника Обуховского сталелитейного завода в Санкт-Петербурге. 6 декабря 1915 года произведён в генерал-майоры.
Во время гражданской войны, в январе 1919 году, был приглашён директором-распорядителем на Севастопольский портовый завод. В апреле 1919 года стал членом коллегии по управлению учреждениями порта и завода при Совете народного хозяйства Севастополя. Руководил заводом и во время правления генералов Антона Деникина и Петра Врангеля. Отправил 983 прошения об освобождении арестованных рабочих. После установления советской власти продолжал возглавлять руководить предприятием.
Впоследствии работал в Высшим совете народного хозяйства в Москве.
Скончался в 1935 году в Москве.